# Erdenedzuu chijd
Erdenedzuu chijd (pisownia obecna, w polskich pracach stosowano także inne wersje, np. Erdene Dzuu) (mong. Эрдэнэ-Зуу хийд) – jeden z najstarszych i największych klasztorów lamajskich w Mongolii, położony w mieście Karakorum.
Założony w 1586 przez Abataj-chana. Początkowo posiadał trzy główne świątynie: Dzuundzuu, Ichdzuu i Baruundzuu (odpowiednio: Wschodni Budda, Wielki Budda, Zachodni Budda), a cały ten zespół określano jako Gurwandzuu, czyli Trzech Buddów. Pełna nazwa klasztoru, ze słowem erdene (skarb) oznacza Drogocenne Statuy Buddy. Klasztor szybko się rozbudowywał i w 1792 miał 62 świątynie i ponad pół tysiąca pomniejszych budynków. W 1734 rozpoczęto budowę wielkiego prostokątnego muru otaczającego klasztor z 27 suburganami na każdym boku, zakończoną w 1804. W 1799 zbudowano Złoty Suburgan poświęcony czwartemu Bogdo gegenowi.
Jako jeden z kilku w kraju częściowo przetrwał akcję niszczenia świątyń i mordowania zakonników urządzoną przez komunistów w 1937. Do dziś zachował się zabytkowy mur otaczający kompleks klasztorny, trzy główne świątynie, kilka pomniejszych budynków oraz grobowce Abataj-chana i jego syna Gombodordż Tuszetu-chana, a także Złoty Suburgan i kilka steli kamiennych z czasów Imperium Mongolskiego. Obecnie w budynkach klasztornych jest muzeum z bogatymi zbiorami lamajskiej sztuki sakralnej.

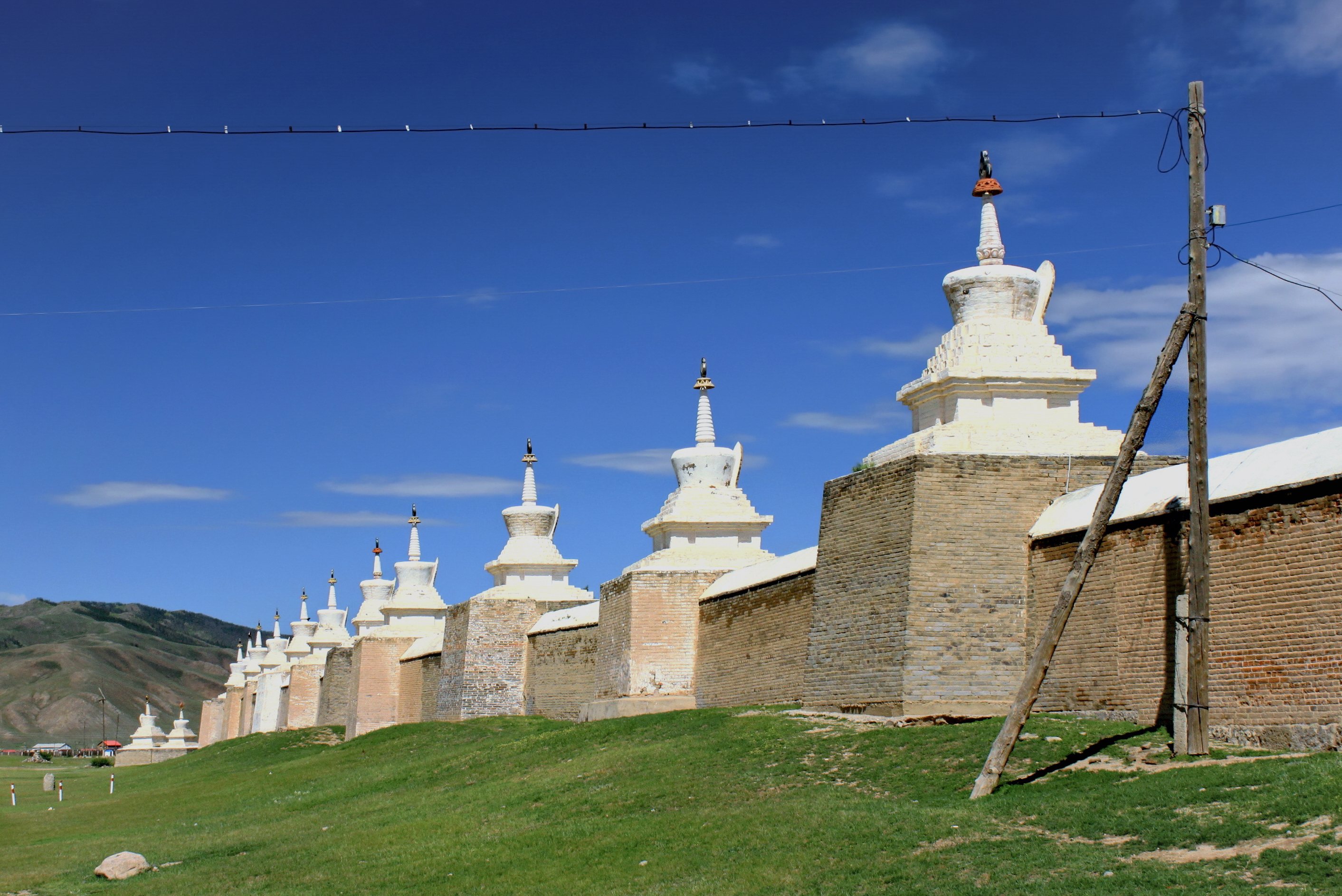
Stupy w murze klasztoru
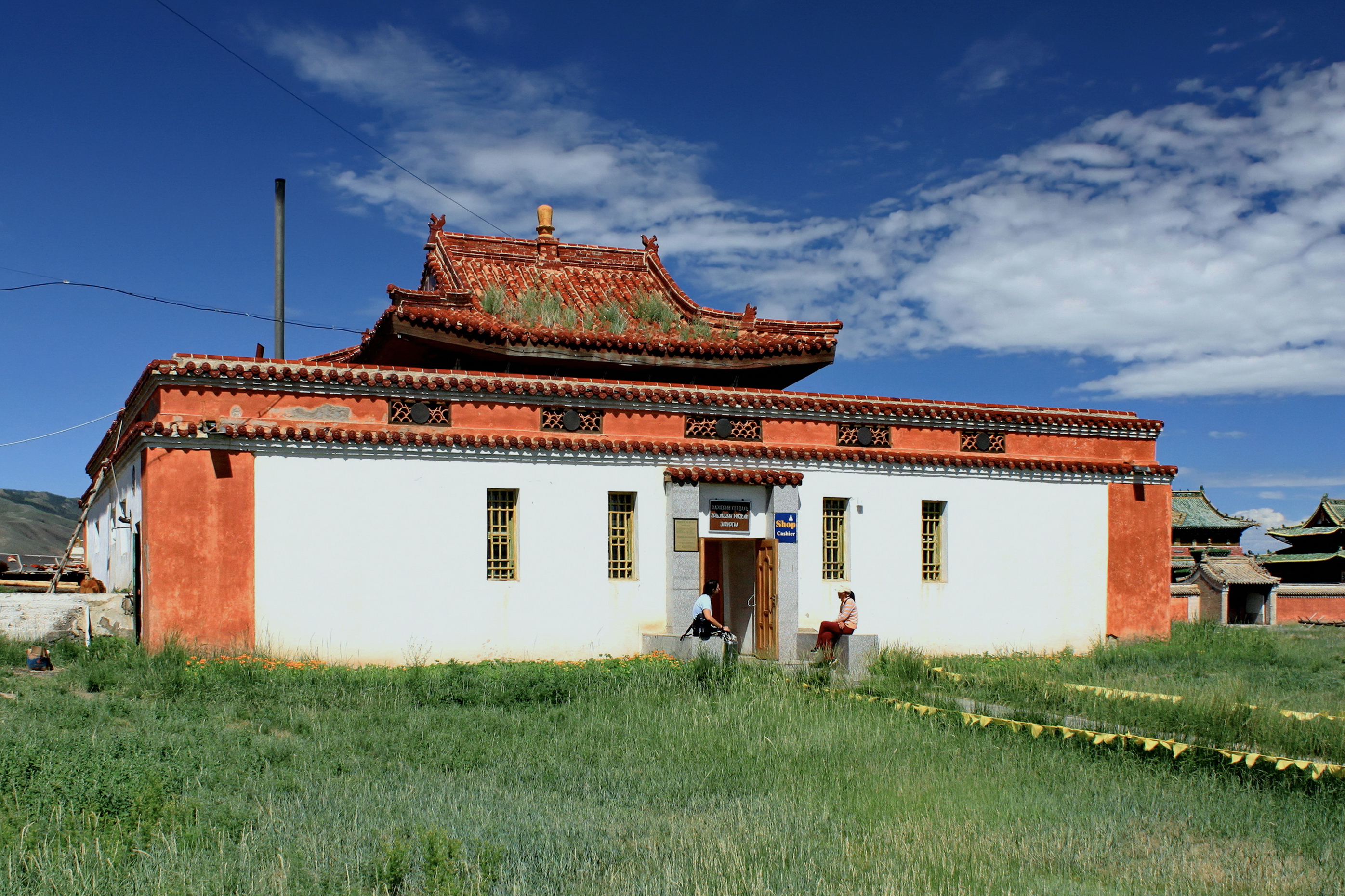
Sklep z pamiątkami i muzeum
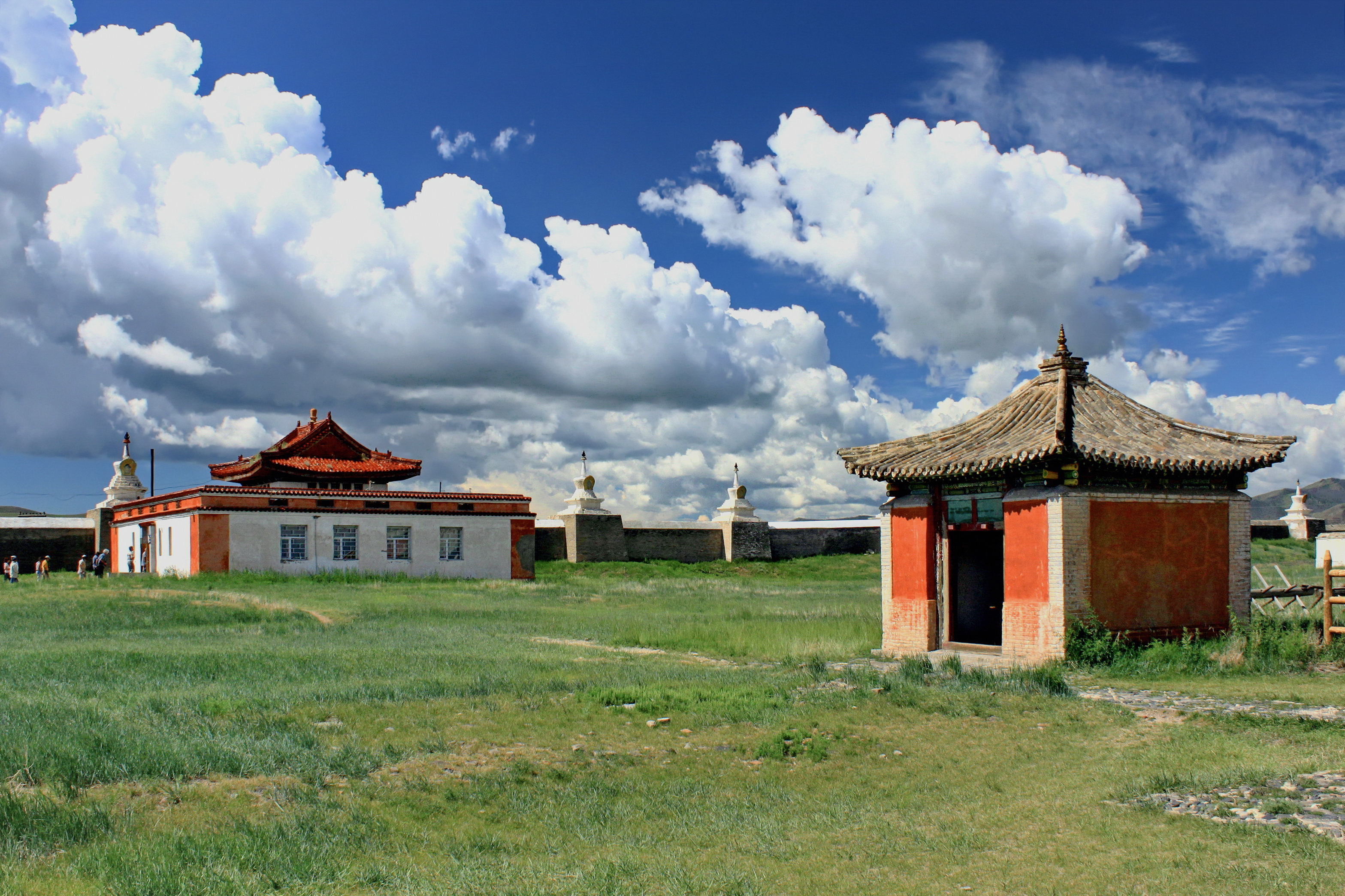
Budynki klasztorne
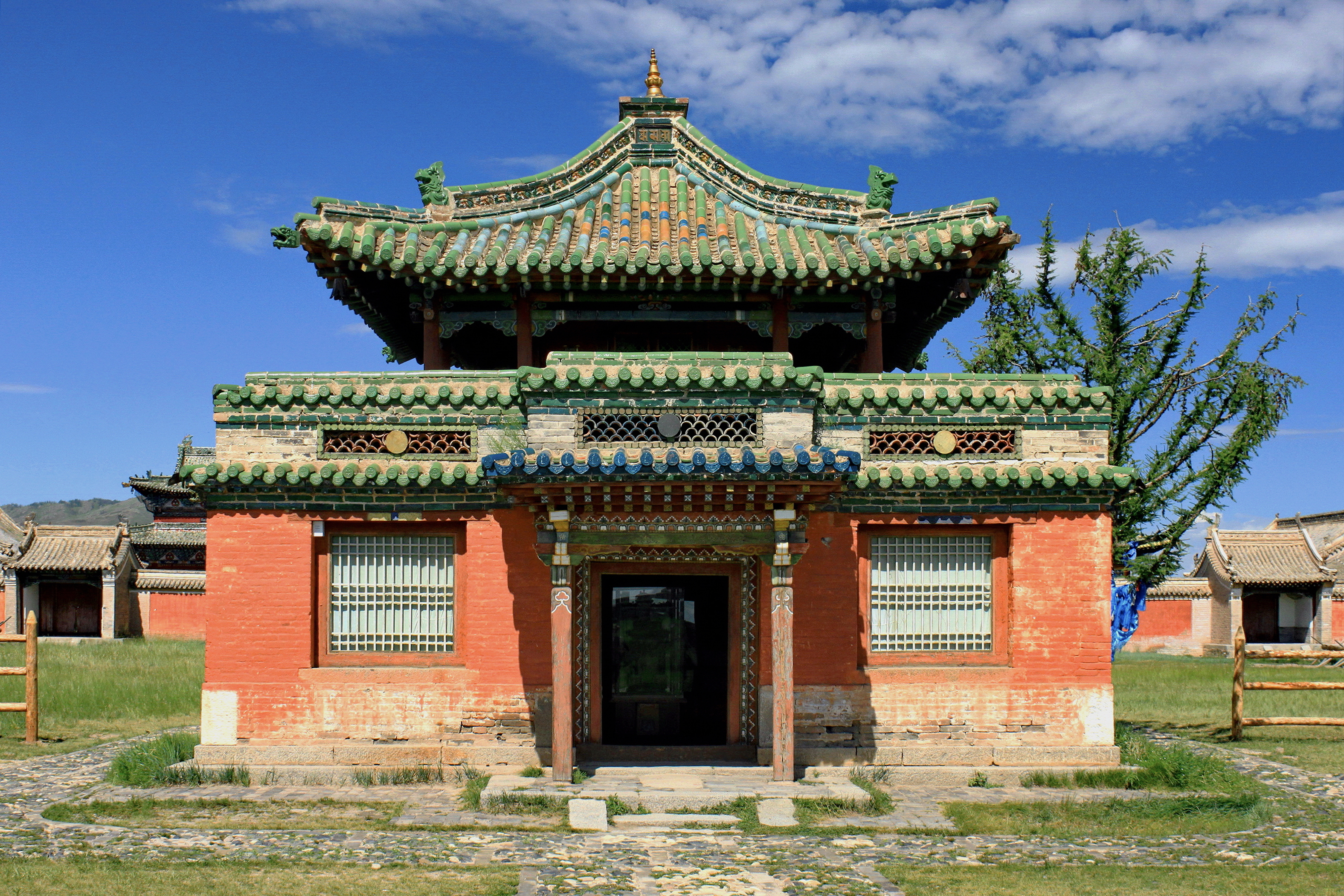
Świątynia Dalajlamy
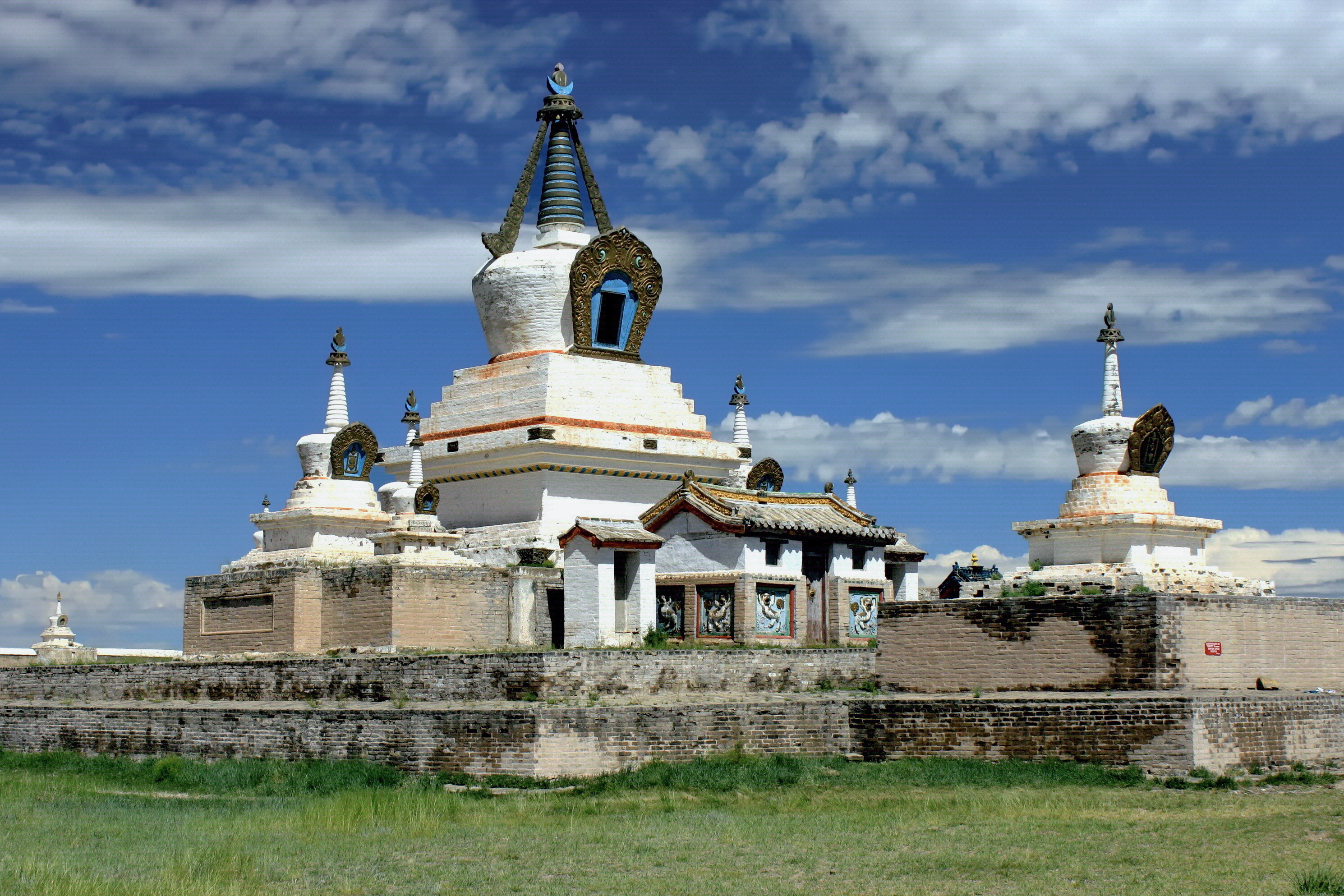
Złota Stupa
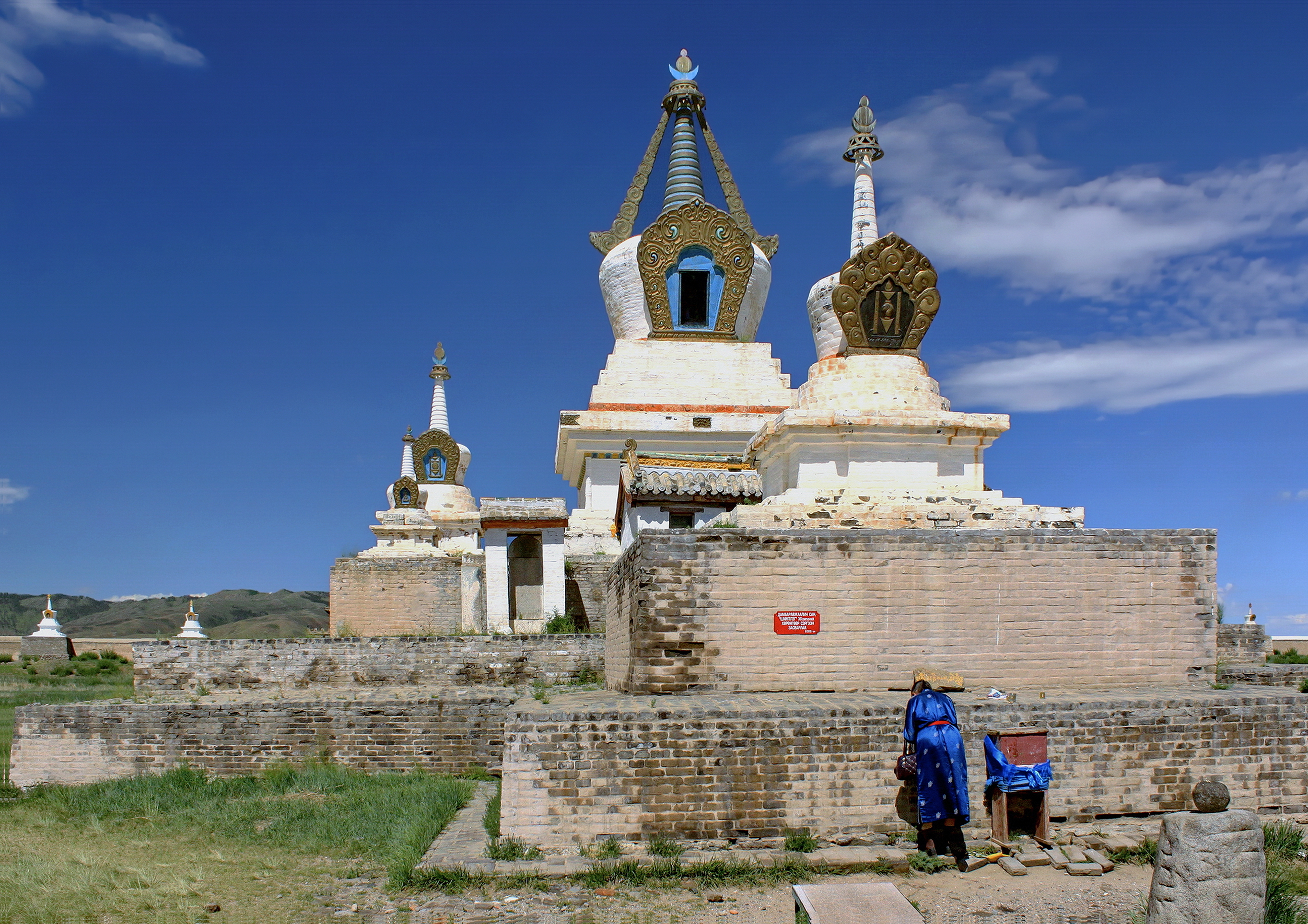
Mongołka modląca się pod Złotą Stupą
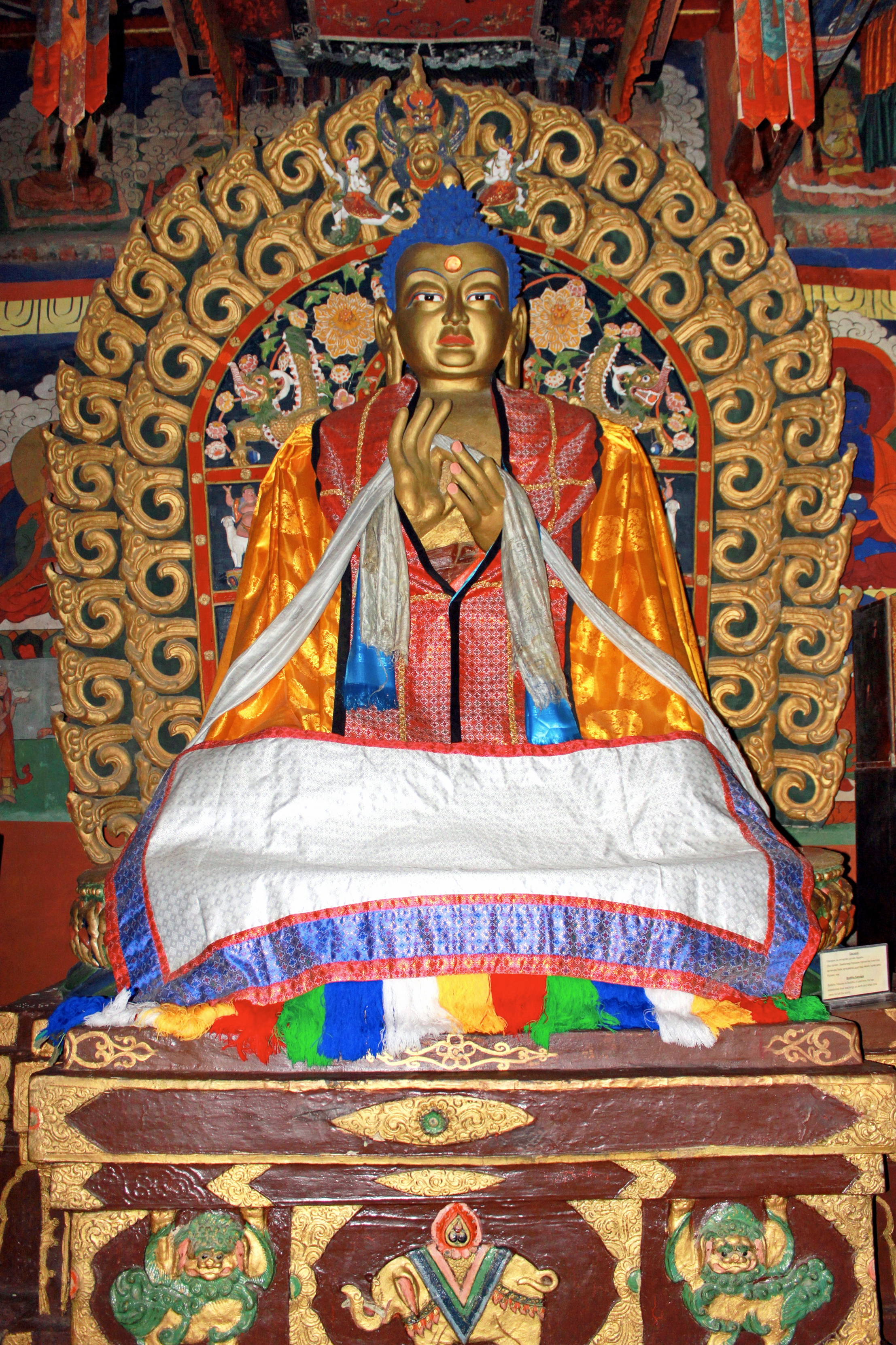
Sandżaa (Budda Dīpankara) wewnątrz Świątyni Zachodniej
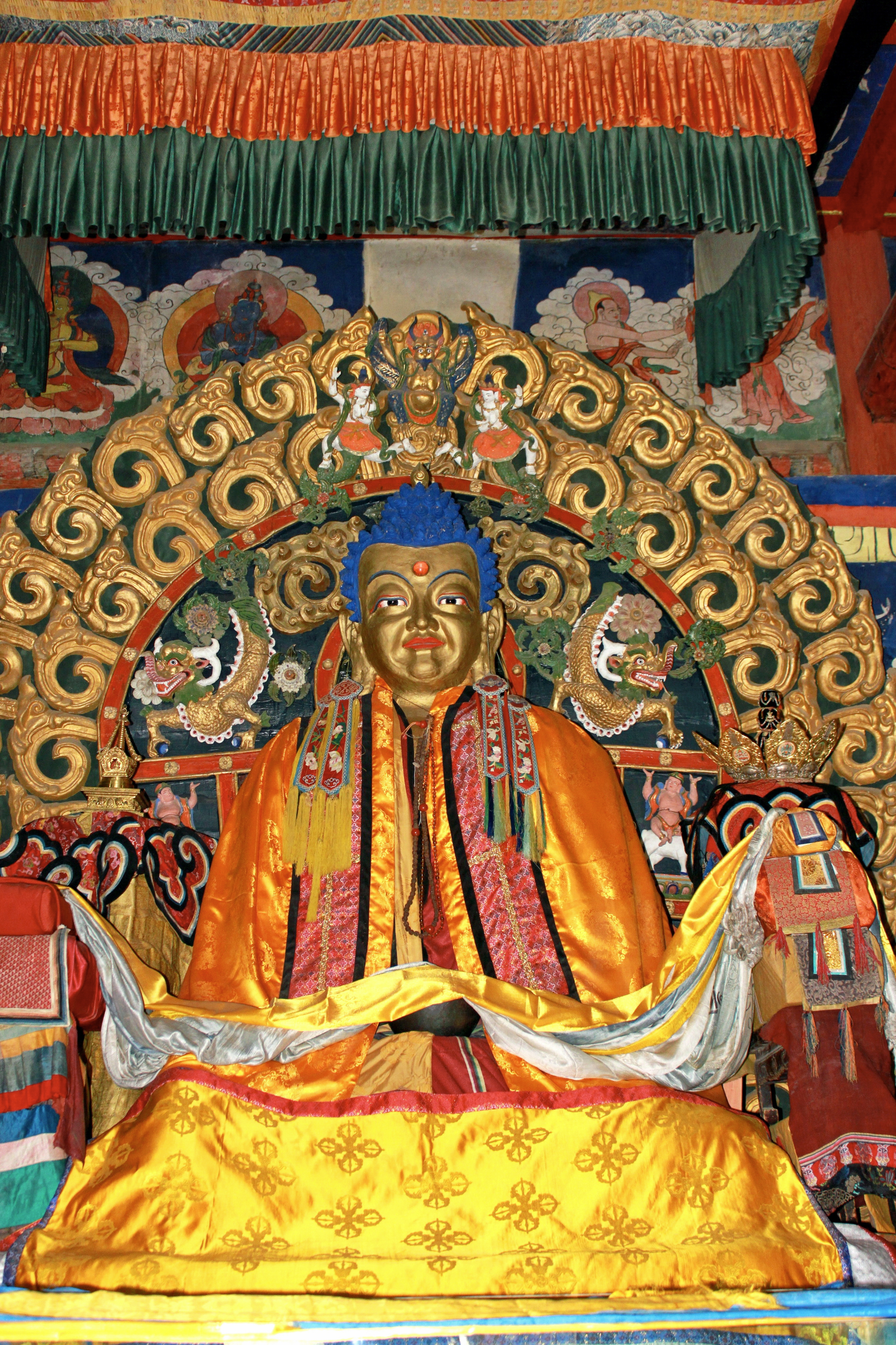
Budda Siakjamuni wewnątrz Świątyni Zachodniej
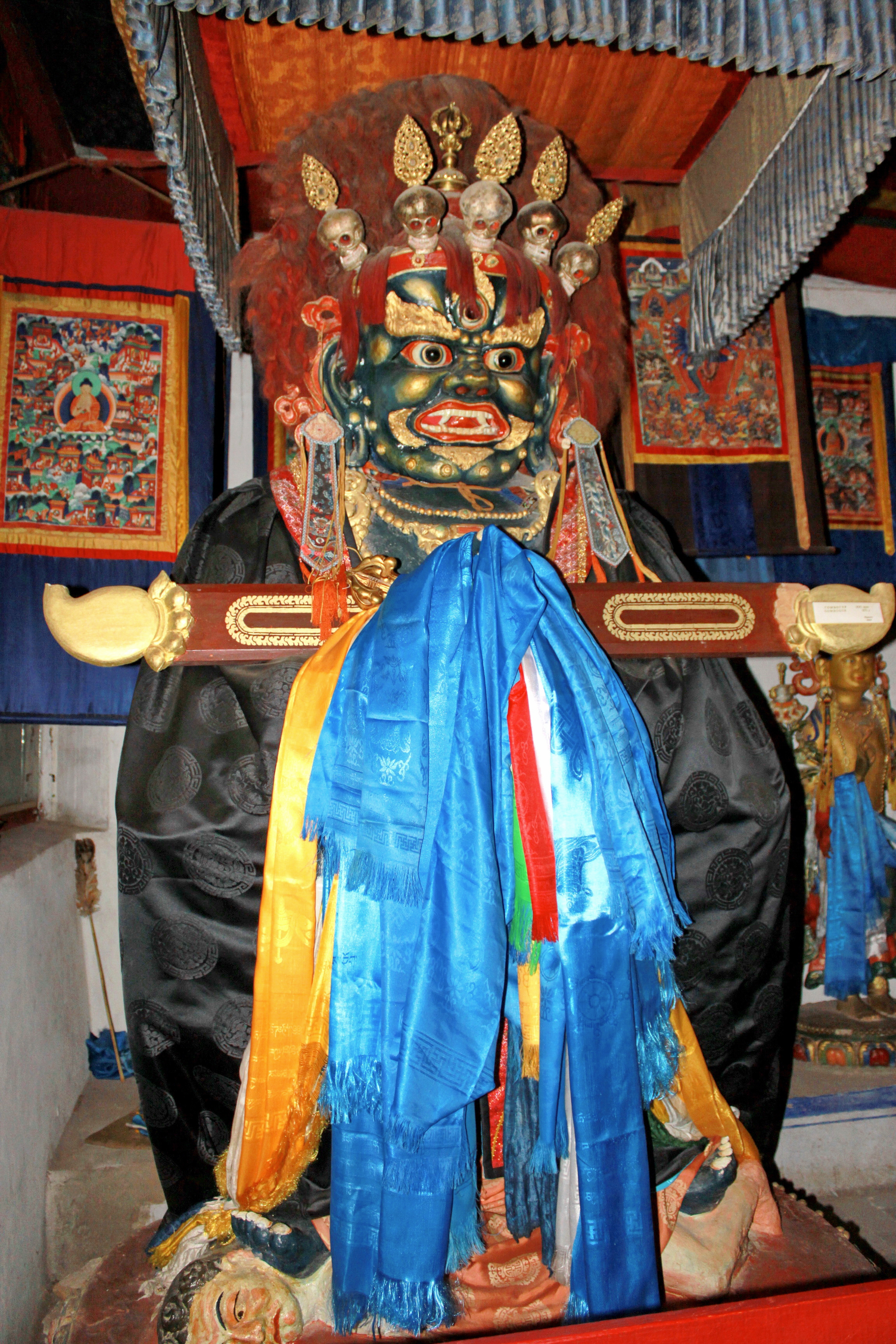
Sita Mahakala (Gongor) w Głównej Świątyni
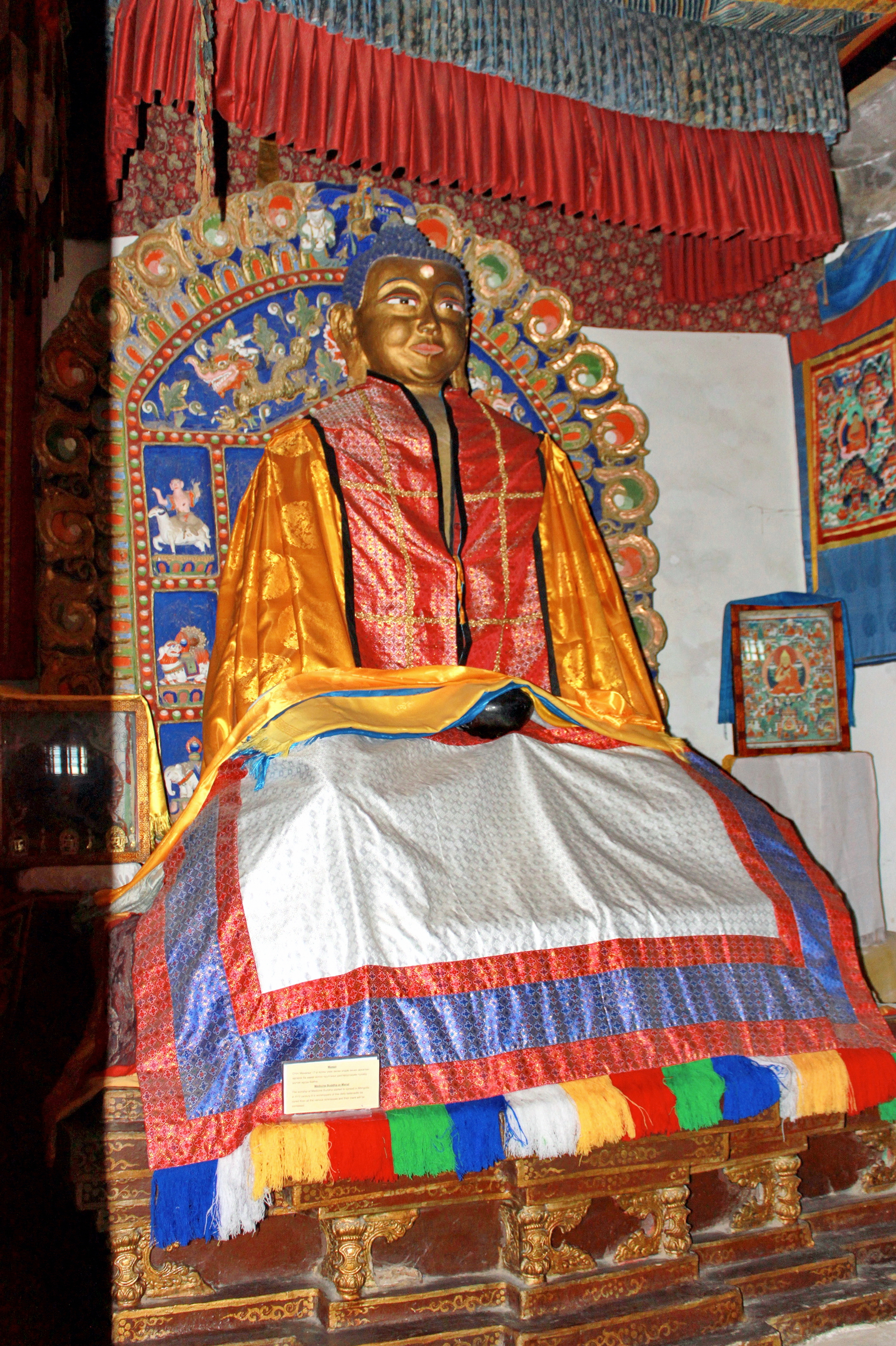
Budda Amitabha (Budda Nieograniczonego Życia i Światła) wewnątrz Głównej Świątyni
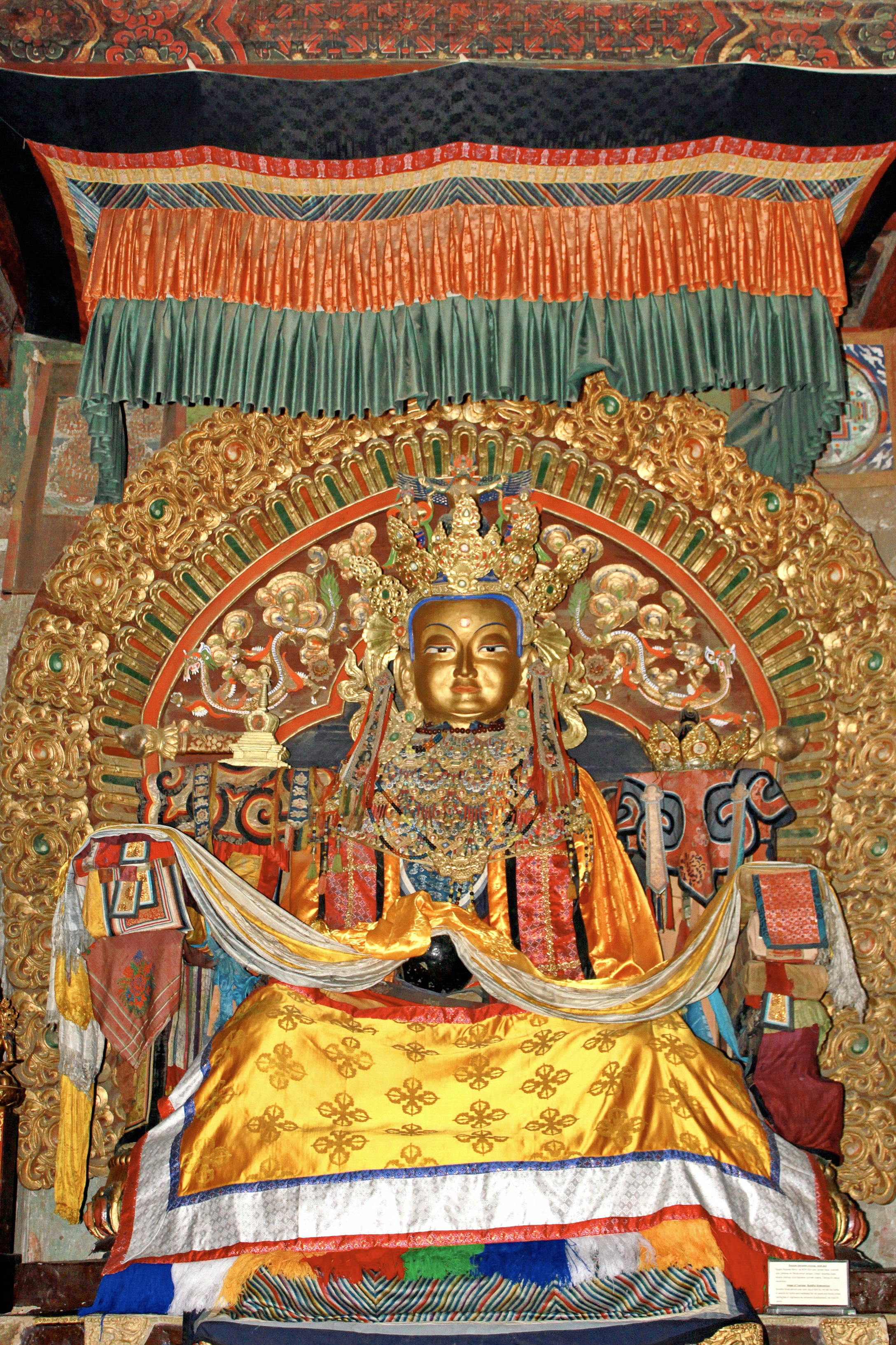
Budda w swoich młodzieńczych latach wewnątrz Świątyni Wschodniej